# Municipio de Melrose (Dakota del Sur)
El municipio de Melrose (en inglés: Melrose Township) es un municipio ubicado en el condado de Grant en el estado estadounidense de Dakota del Sur. En el año 2010 tenía una población de 383 habitantes y una densidad poblacional de 3,09 personas por km².

## Geografía
El municipio de Melrose se encuentra ubicado en las coordenadas 45°17′16″N 96°40′2″O / 45.28778, -96.66722. Según la Oficina del Censo de los Estados Unidos, el municipio tiene una superficie total de 124.07 km², de la cual 123,61 km² corresponden a tierra firme y (0,37 %) 0,46 km² es agua.

## Demografía
Según el censo de 2010, había 383 personas residiendo en el municipio de Melrose. La densidad de población era de 3,09 hab./km². De los 383 habitantes, el municipio de Melrose estaba compuesto por el 97,91 % blancos, el 1,31 % eran amerindios, el 0,26 % eran de otras razas y el 0,52 % eran de una mezcla de razas. Del total de la población el 0,26 % eran hispanos o latinos de cualquier raza.